# محمد اسعد نظامی
محمد اسعد نظامی ناو (۲ خرداد ۱۳۱۰ – ۱۹ اسفند ۱۳۹۷)  جامعه‌شناس جامعه شناس ، استاد، رئیس سابق و یکی از بنیانگذاران دانشکده علوم اجتماعی و تعاون دانشگاه تهران.

## زندگی
در روستای ییلاقی سیبستون در مناطق ییلاقی ناو اسالم تالش می‌باشند. وی فرزند تاج‌الدین افندی روحانی و عالم دینی است با سلسله‌ای طولانی و ریشه دار در روحانیت منطقه که هم‌زمان با آغاز دهه دوم زندگی اسعد نظامی، فوت کرد.
تحصیلات ابتدایی نظامی در دبستان «دانش اسالم» بود او در ادامه به مدرسه علمیه‌ای واقع در روستای تیتک تالش، نزد دایی خود به تلمذ و فراگرفتن دروسطلبگی و دینی آن روزگار پرداخت. اما بعد از مدتی از تیتک به مدرسه‌ای واقع در روستای سیاه بیل اسالم منتقل شد و در این مدرسه بخش عمده تحصیلات مقدماتی خود را در صرف و نحو و فقه و ادبیات فارسی ادامه داد.
از آنجا که در مناطق اهل سنت تالش برای تحصیلات تکمیلی دینی علاقه‌مندان راهی مدارس دینی کردستان به دلیل اشتراکات مذهبی شد اسعد نظامی برای تکمیل دوره‌های حوزوی به به حوزه علمیه روانسر (کرمانشاه) رفته در نزد استادان معروف این حوزه، ماموستا ملا عبدالمجید موحد به تکمیل دروس خود پرداخت. او هم‌زمان با تحصیل حوزوی، تحصیلات خود را نیز در آموزش و پرورش پی گرفته و در سال ۱۳۳۳ با اخذ دیپلم، در رشته الهیات و معقول و منقول در دانشکده الهیات دانشگاه تهران با رتبه برتر پذیرفته شد.

## تحصیلات دانشگاهی
محمد اسعد نظامی در سال ۱۳۳۳ وارد دانشکده الهیات شد و در رشته الهیات و معقول و منقول به ادامه تحصیل پرداخت. با توجه به تجارب او در دروس حوزوی در پایان دوره چهار ساله کارشناسی (لیسانس) الهیات، توانست به عنوان دانشجوی ممتاز از دانشگاه تهران فارغ‌التحصیل شده و بورس ادامه تحصیل در دانشگاه کلمبیا نیویورک را در سال ۱۳۳۸ کسب کند.

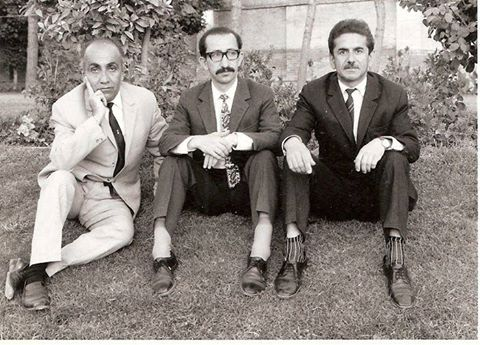
خالص نظامی ناو، محمد اسعد نظامی ناو و هارون شفیقی عنبران

## تحصیل در آمریکا
محمد اسعد نظامی در دانشگاه کلمبیا در کارشناسی ارشد را در رشته جامعه‌شناسی و علوم اجتماعی و دوره دکترا را در جامعه‌شناسی سیاسی در دانشگاه شیکاگو به پایان برد او در دوره دکترا با استخدام در دانشگاه به بورسیه خود از سوی دانشگاه تهران پایان داد. استاد راهنمای دگتر نظامی در دوره فوق لیسانس دانشگاه کلمبیا رابرت کی. مرتن و استاد راهنمای دوره دکترا در دانشگاه شیکاگو آدوارد شیلز (Edward Shils) بودند.

## بازگشت به ایران
هر چند ارتباط محمد اسعد نظامی با وزارت علوم و دانشگاه تهران از جهت حقوقی و مقررات بورس تحصیلی و تعهدات دانشگاهی قطع شده بود، اما از جهات علمی و مبادلات اطلاعات دانشگاهی همچنان برقرار بود و تداوم این ارتباطات منجر بازگشت به ایران و دانشگاه تهران و فسخ قرارداد استخدامی با دانشگاه شیکاگو شد. نظامی پس از بازگشت به ایران به استخدام دانشگاه تهران درآمد و در گروه جامعه‌شناسی مشغول تدریس شد و در تأسیس دانشکده علوم اجتماعی از اعضای و نقش تعیین‌کننده بازی کرد.
از تاریخ ۱۳۳۸ تا سال ۱۳۵۷ نظامی چهره‌های تأثیرگذار در حوزه‌های علوم انسانی به ویژه رشته‌های مرتبط با علوم اجتماعی و جامعه‌شناسی بود. تأسیس دانشکده علوم اجتماعی و تأسیس مقاطع لیسانس، فوق لیسانس و دکتری و معاونتو سپس تصدی ریاست دانشکده علوم اجتماعی دانشگاه تهران و مدیرکل آموزشی دانشگاه تهران و عضویت در شوراهای اصلی و کلیدی در وزارت علوم از جمله خدمات نظامی در دوره خدمت ایشان در دانشگاه تهران است.
او در ابتدای تأسیس دانشکده علوم اجتماعی و ریاست جمشید بهنام به معاونت او انتخاب شد.

## مهاجرت مجدد به آمریکا و عزیمت به عربستان
پس از انقلاب اسلامی نظامی با موافقت وزارت علوم به منظور استفاده از ذخایر مرخصی و انجام فرصت مطالعاتی به آمریکا بازگشت و در یکی از دانشگاه‌ها به تدریس و تحقیق پرداخت. در ایامی که نظامی قصد بازگشت به ایران داشت، تنها فرزند مهندس امجد نظامی پس از یک ک سانحه رانندگی دچار آسیب جدی و خطرناکی شد به‌طوری که معالجه او منوط به تأمین هزینه‌ای فوق‌العاده گشت. او برای تأمین هزینه معالجه فرزند با دانشگاه سلطنتی ریاض قراردادی برای تدریس منعقد ساخت در آنجا ساکن گردید.

## بازگشت به ایران
فعالیت آموزشی و پژوهشی اسعد نظامی در دانشگاه ریاض تا اوایل دهه نود خورشیدی ادامه یافت اما سرانجام به دلیل خستگی و و بیماری ناچار به قطع قرارداد با این دانشگاه شده به ایران بازگشت.